# Dorado
Dorado (Dor), o dourado,   é uma constelação do hemisfério celestial sul. O genitivo, usado para formar nomes de estrelas, é Doradus. Nesta constelação e estendendo-se até a Meseta, encontra-se a Grande Nuvem de Magalhães.
As constelações vizinhas são Pictor, Caelum, Horologium, Reticulum, Hydrus, Mensa e Volans.

## História
Dorado foi uma das doze constelações criadas por Petrus Plancius a partir das observações de Pieter Dirkszoon Keyser e Frederick de Houtman, e fez sua primeira aparição num globo celeste com 35 centímetros de diâmetro publicado por volta de 1597 em Amsterdã por Plancius e Jodocus Hondius. Sua primeira aparição num atlas celeste foi no Uranometria de Johann Bayer em 1603, no qual recebeu o nome de Dorado.
Historicamente representada por um dourado, chegou igualmente a ser conhecida entre os séculos XVII e XVIII como Xiphias, o espadarte, como atesta a edição de Johannes Kepler da lista de estrelas de Tycho Brahe denominada Tabulae Rudolphinae de 1627, embora esta última seja uma ilustração imprecisa. Também foi representada como um peixe kinguio. O nome Dorado tornou-se dominante e foi adotado pela União Astronômica Internacional.

## Estrelas
Alpha Doradus é uma estrela azul-branca de magnitude 3.3 a 176 anos-luz da Terra, a mais brilhante desta constelação. Beta Doradus é uma estrela cefeida variável supergigante a 1040 anos-luz da Terra com tons de amarelo que tem magnitude mínima de 4.1 e máxima de 3.5. Beta Doradus tem um período de 9 dias e 20 horas.
R Doradus é uma das várias estrelas variáveis de Dorado, a maior conhecida até o momento. S Doradus é uma estrela hipergigante na Grande Nuvem de Magalhães e dá nome para as estrelas variáveis S Doradus ou variáveis luminosas azuis. Gamma Doradus é o modelo para as estrelas variáveis Gamma Doradus.
A Supernova 1987A foi a ocorrência mais próxima de supernovas desde a invenção do telescópio. SNR 0509-67.5 são os restos de uma supernova 1a de 400 anos atrás.
HE 0437-5439 é uma estrela hiperveloz escapando do sistema Via Láctea e Nuvem de Magalhães.
Dorado também é a localização do polo elíptico sul, que se localiza próximo da cabeça do peixe. O polo era chamado "Polus Doradinalis" por Willem Jansson Blaeu.